# St. Michael (Paring)

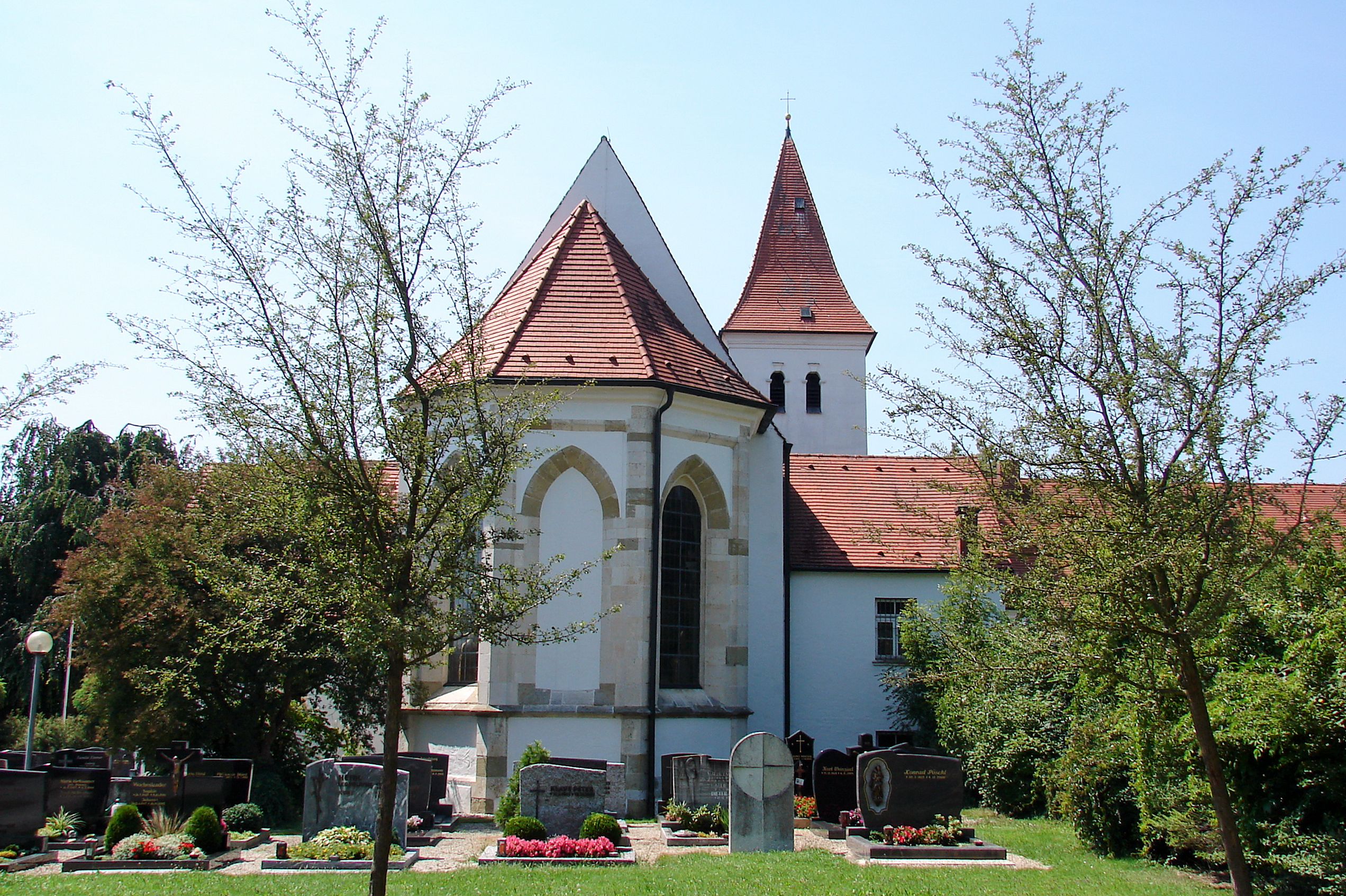
Pfarrkirche St. Michael

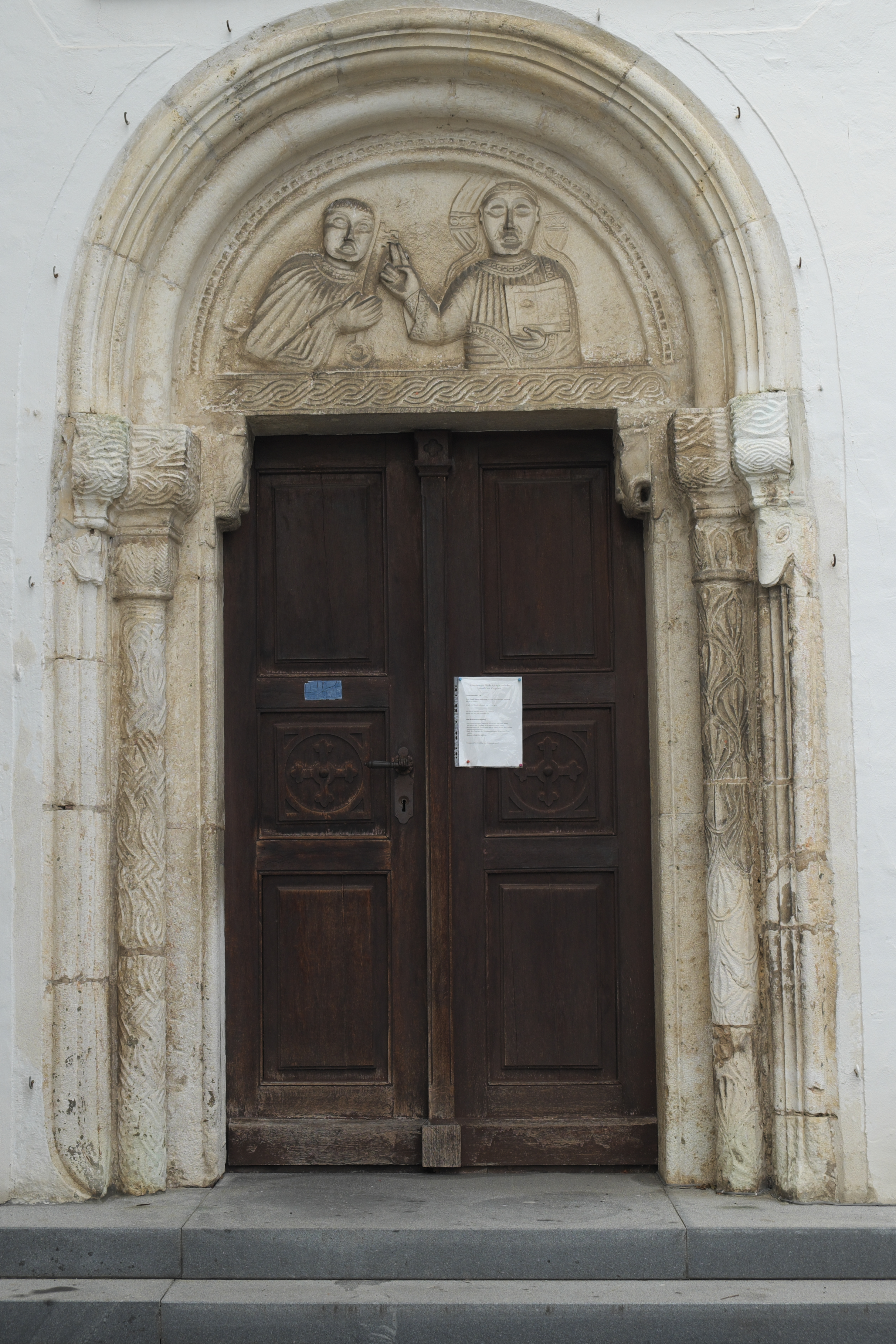
Romanisches Portal

Die katholische Pfarrkirche St. Michael in Paring, einem Ortsteil der Marktgemeinde Langquaid im niederbayerischen Landkreis Kelheim, war ursprünglich im 12. Jahrhundert als Stiftskirche des 1139 von den Augustiner-Chorherren gegründeten Klosters Paring errichtet worden. Die dem heiligen Erzengel Michael geweihte Kirche gehört zu den geschützten Baudenkmälern in Bayern.

## Geschichte
Die Niederlassung der Augustiner-Chorherren in Paring geht auf eine gemeinsame Stiftung des Grafen Gebhard von Rottenburg-Roning mit seinen Brüdern Heinrich und Konrad sowie seiner Mutter Mathilde zurück. Im Jahr 1139 wurde mit dem Bau der Stiftskirche begonnen. Bereits für das Jahr 1141 ist die Weihe der Kirche belegt. Nach einem großen Brandschaden wurde die Kirche unter Propst Friedrich von Lobsing, der zwischen 1311 und 1335 dieses Amt ausübte, wiederhergestellt. Von der ursprünglich dreischiffigen, romanischen Pfeilerbasilika ist nur noch das Mittelschiff erhalten, das in den Jahren 1764 bis 1769 unter dem Andechser Abt Meinrad Moosmüller im Stil des Spätbarock umgestaltet wurde. Aus romanischer Zeit stammen noch die Vorhalle unter der Empore, der im Norden sich anschließende Turm und das später versetzte Portal an der Südseite. Der spätgotische Chor entstand vermutlich beim Um- und teilweisen Neubau von Kloster und Kirche in den Jahren 1511 bis 1518. 
Im Jahr 1546 wurde das Chorherrenstift im Zuge der Reformation aufgehoben. 1598 kamen die ehemaligen Klostergebäude an die Benediktinerabtei Andechs, die in Paring eine Propstei einrichtete, die bis zur Säkularisation im Jahr 1803 bestand.  
1974 beschloss die Kongregation von Windesheim, in Deutschland ein Kloster zu gründen und fand durch die Vermittlung des Regensburger Bischofs Rudolf Graber in Paring einen Ort mit kanonikaler Geschichte. Im Jahr 1974 wurde die Renovierung abgeschlossen. So konnten die ersten Chorherren am Michaelsfest, dem 29. September 1974, zum Patrozinium das Chorherrenleben nach über 400 Jahren wieder aufnehmen. Der Konvent des Klosters besteht derzeit (2022) aus 11 Kanonikern, wovon 8 Priester sind. Die Priester des Ordens versehen die ordentliche und außerordentliche bzw. kategoriale Seelsorge, hauptsächlich die Pfarreien rund um das Kloster. Die Klostergebäude wurden in den Jahren 2000/2001 und 2018 erweitert. Eine weitere Renovierung der Kirche steht kurz bevor (Stand 2022). 

## Architektur

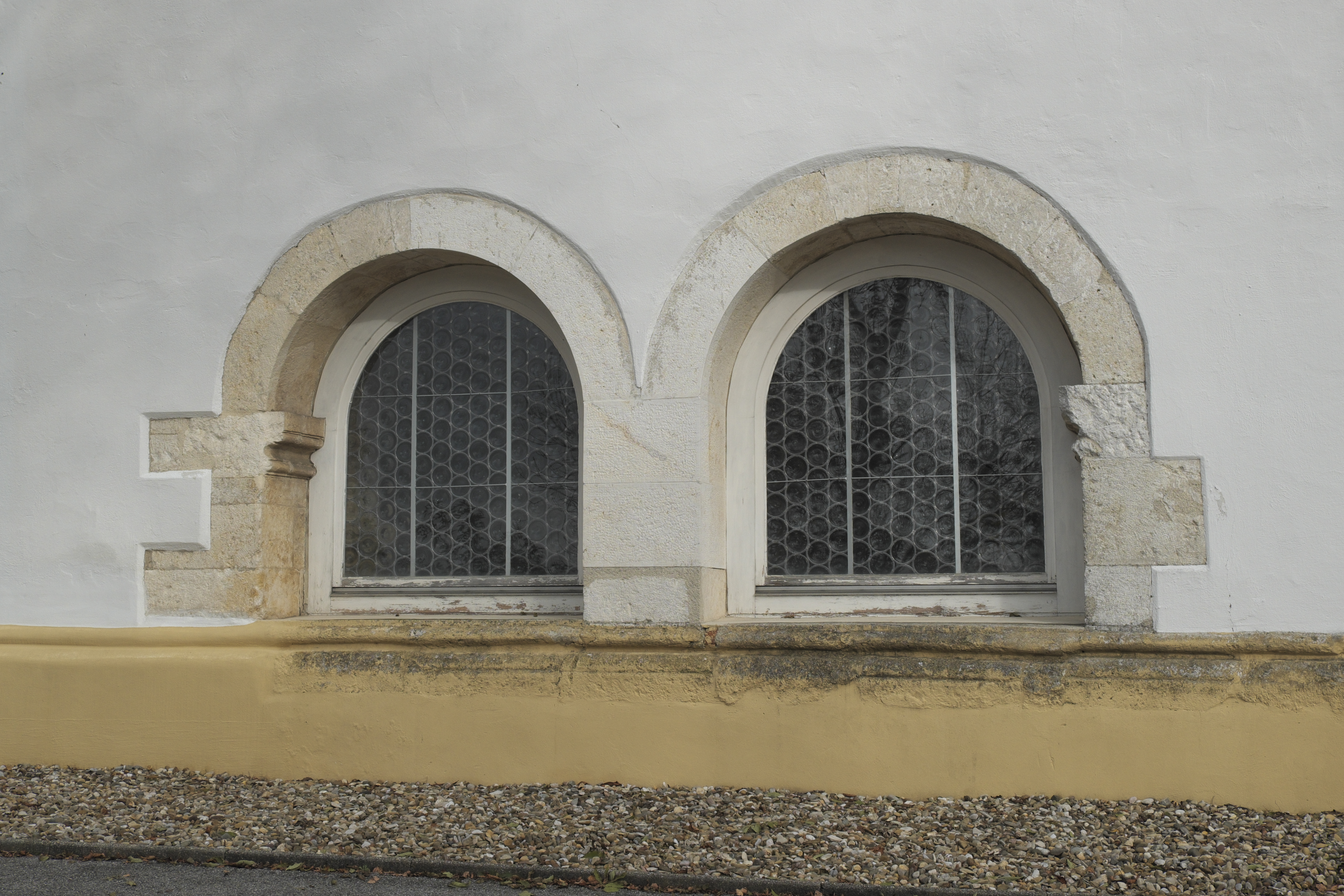
Fenster der Vorhalle

### Außenbau
An die Westfassade des Langhauses schließt sich in der ganzen Breite des Kirchenschiffs die außen stark veränderte, auch als Paradies bezeichnete, spätromanische Vorhalle an, die als Kapitelsaal genutzt wird. An der Nordseite der quadratischen Vorhalle steht der gedrungene, noch auf den romanischen Kirchenbau zurückgehende Glockenturm mit rechteckigem Grundriss. Die rundbogigen Klangarkaden wurden im 18. Jahrhundert eingebaut, der geknickte Spitzhelm wohl im 19. Jahrhundert verändert.

### Südportal
Das romanische Portal an der Südseite des Langhauses wird in die Mitte des 13. Jahrhunderts datiert. Das ursprüngliche Westportal wurde beim barocken Umbau der Kirche in den Jahren 1764 bis 1769 gesichert und an seiner heutigen Stelle wieder eingebaut. Das einfach gestufte Gewände wird von zwei Säulen gerahmt, deren Kapitelle mit Palmetten und deren Schäfte mit Flechtband verziert sind. Die außen am Gewänderand verlaufenden Rundstäbe münden in Mäulern von Tierköpfen. Die auf diesen Köpfen und den Kapitellen aufliegenden würfelförmigen Kämpfer sind wie der Türsturz ebenfalls mit Flechtband versehen. Die Konsolen des Türstürzes sind als Löwenköpfe gestaltet. Das Tympanon zeigt die Szene der Schlüsselübergabe an den Apostel Petrus. Der segnende Christus und Petrus, der einen großen Schlüssel in der Hand hält, sind als Halbfigurenreliefs dargestellt. Das Tympanon wird von Archivolten umgeben, die als schlichte, teilweise profilierte Rundstäbe ausgebildet sind. Die innere Archivolte ist mit einem Diamantstab verziert.

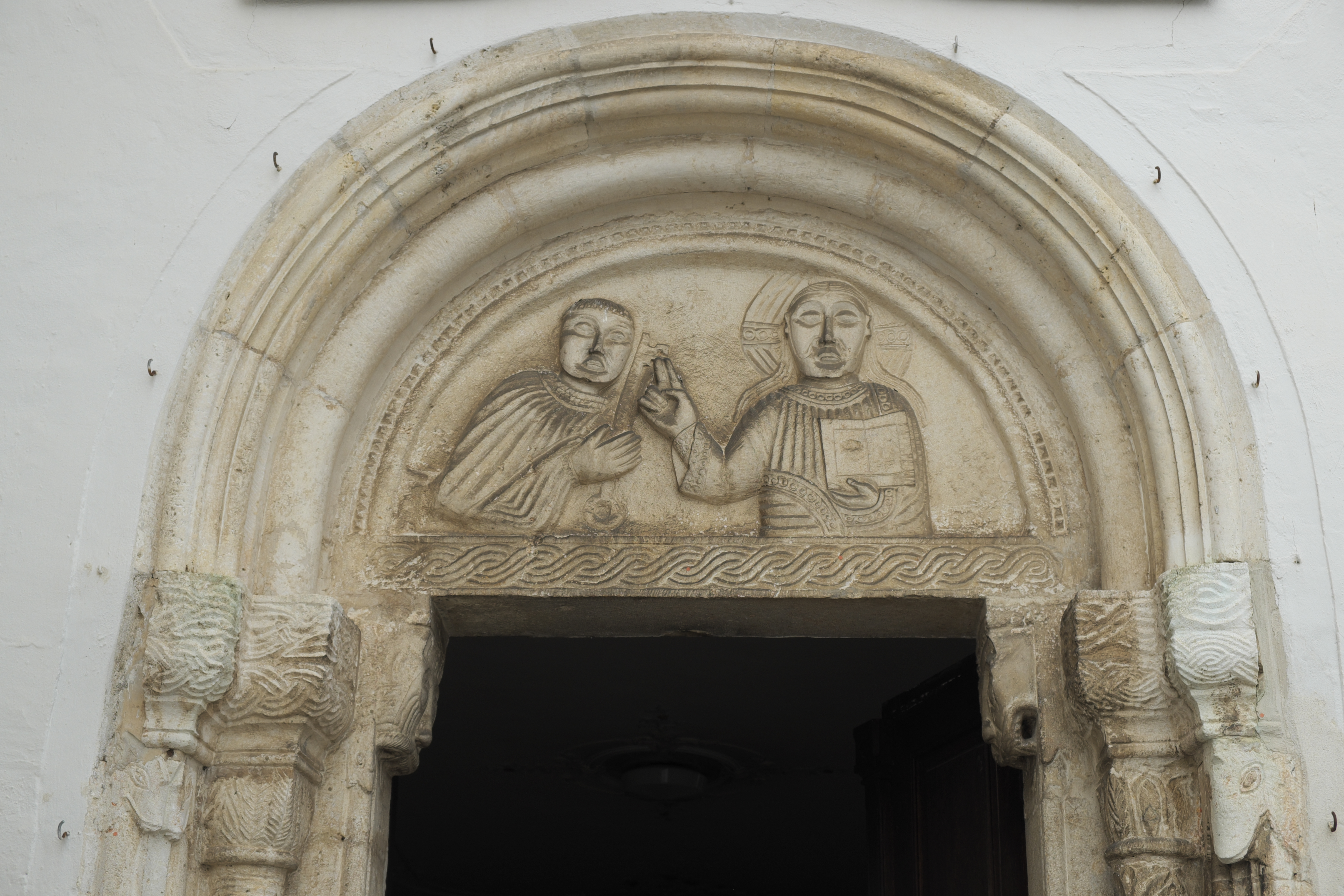
Tympanon
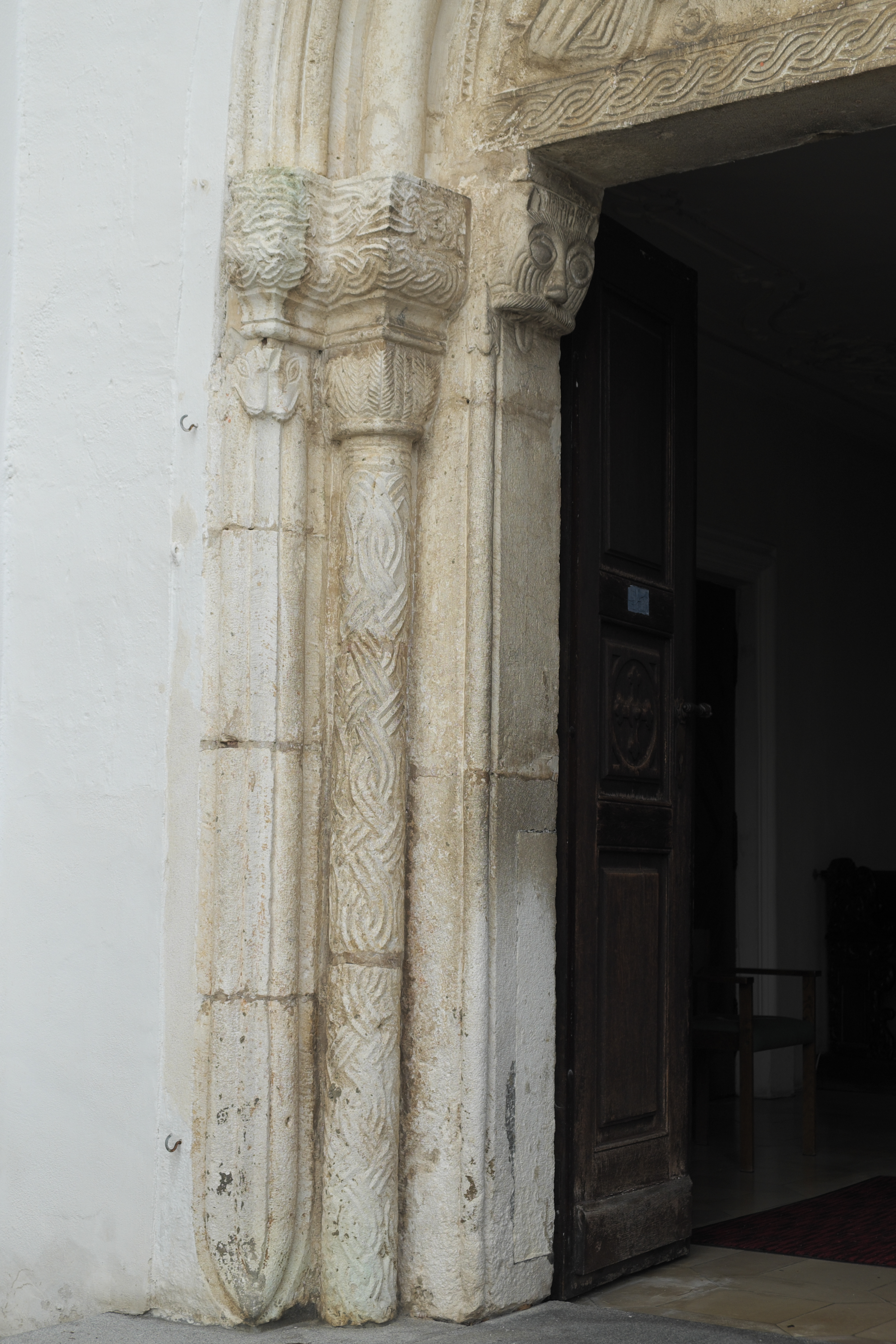
Säulen am Portal
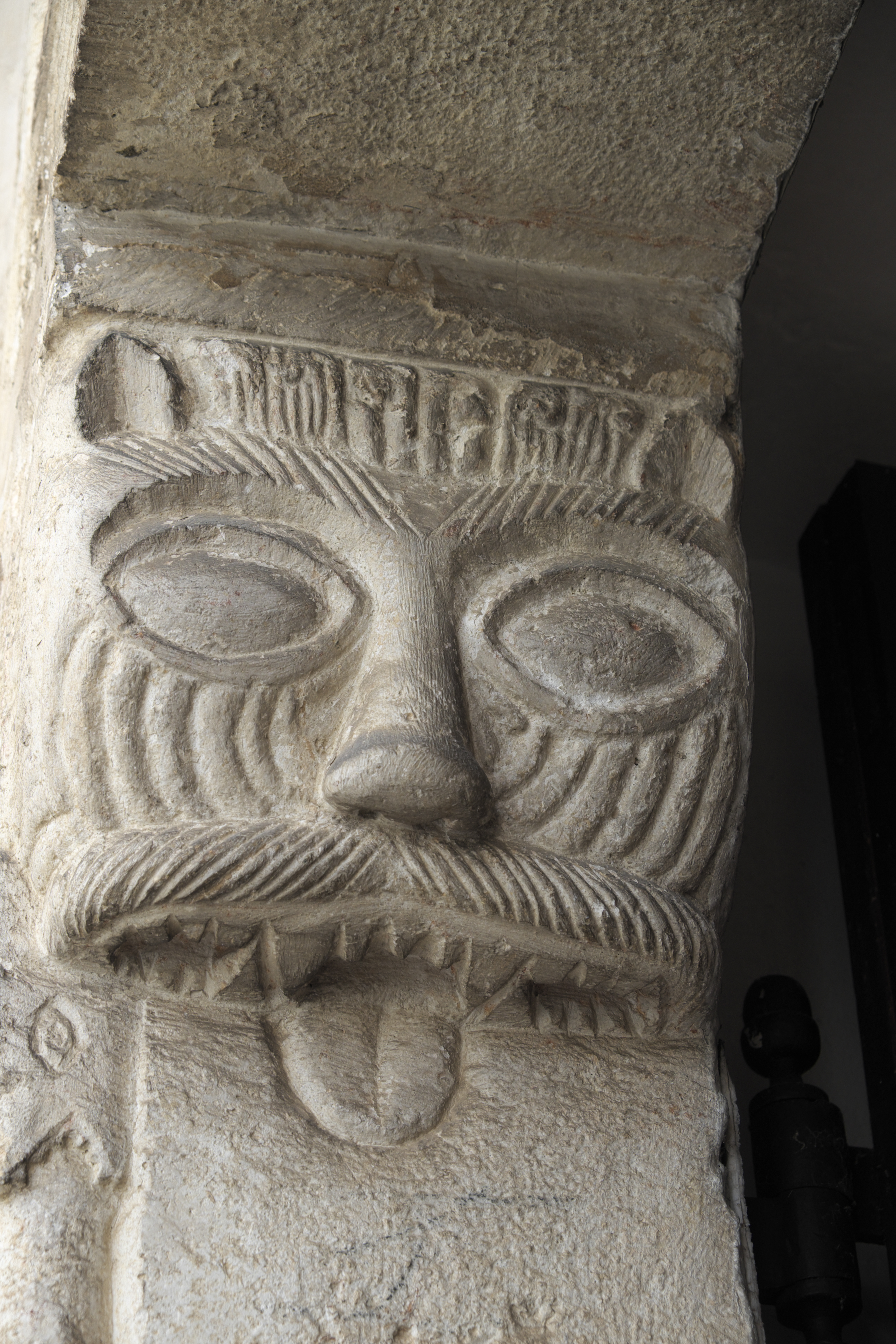
Konsole unter dem Türsturz
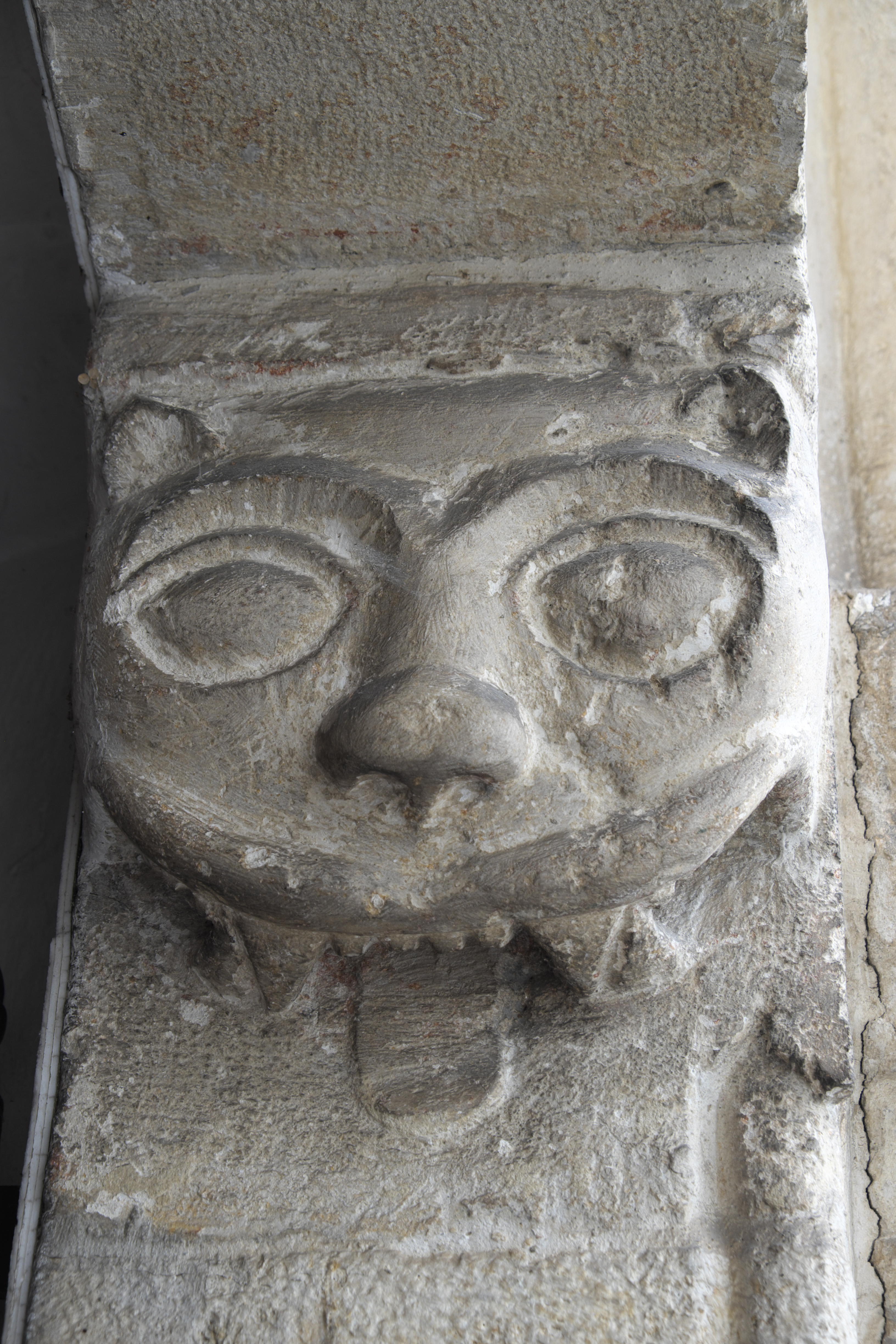
Konsole unter dem Türsturz

### Innenraum

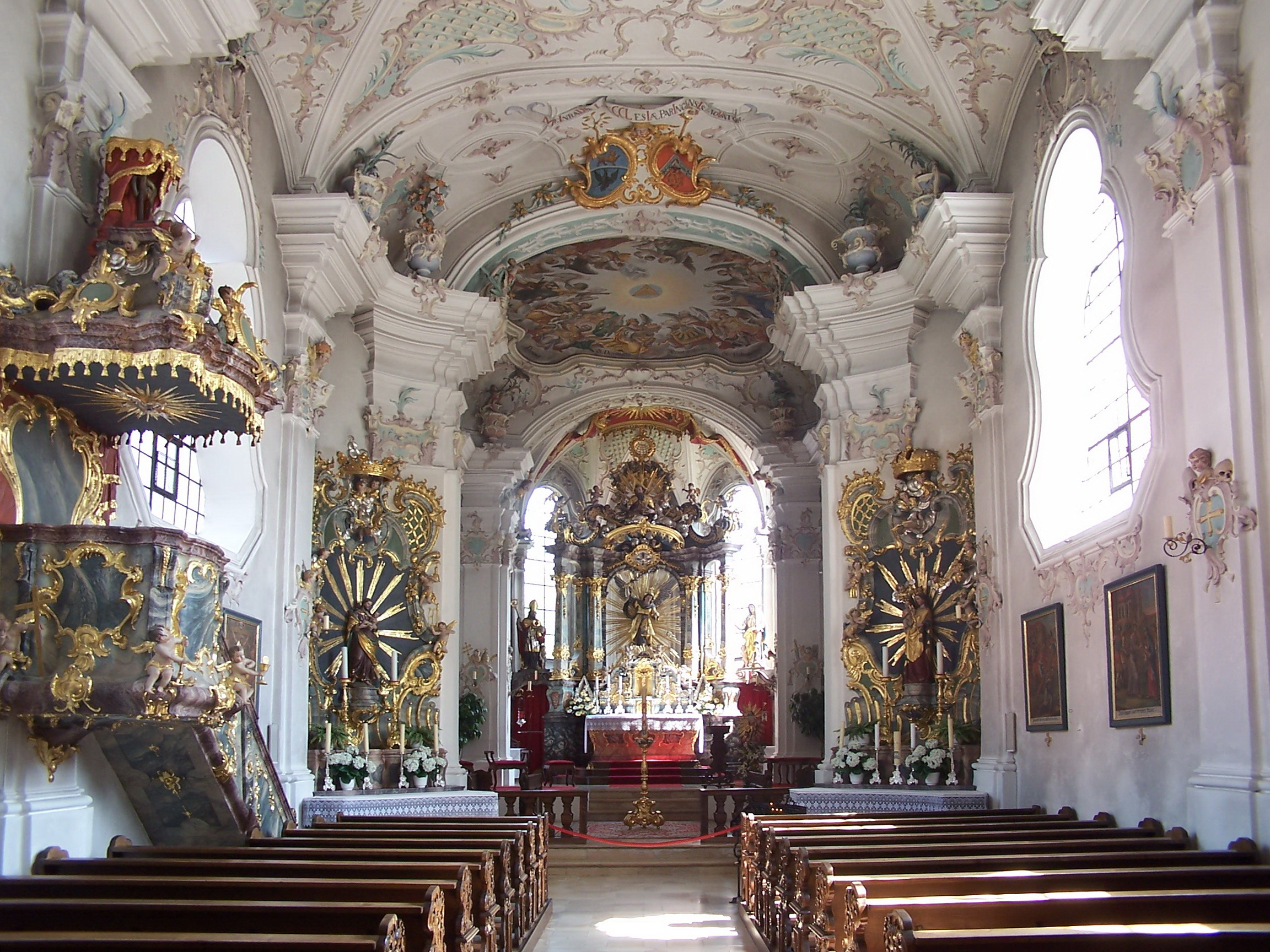
Blick zum Chor

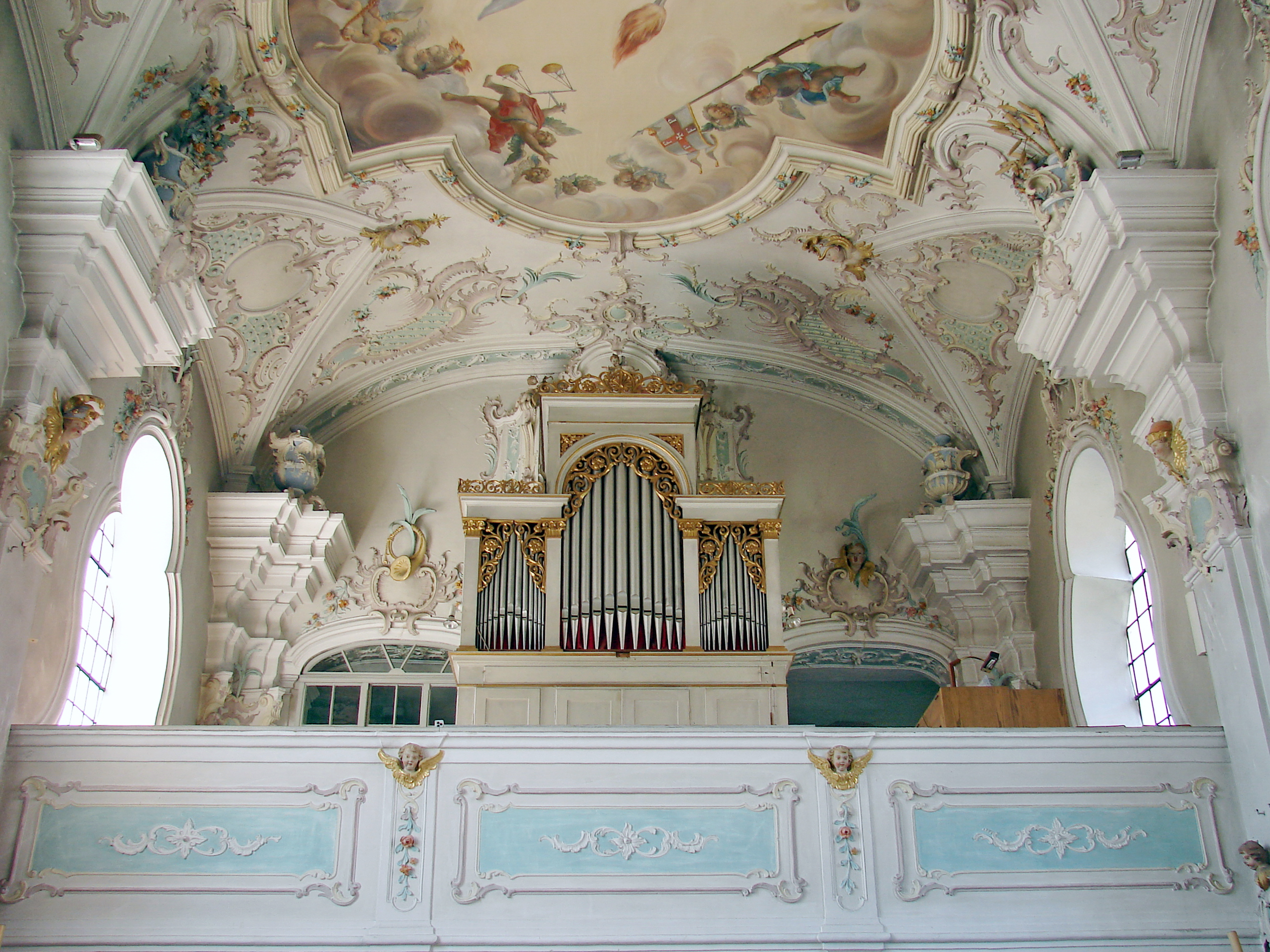
Blick zur Empore

Das einschiffige Langhaus wird von einer korbbogigen Stichkappentonne überwölbt. Der quadratische, vierungsartige, zwischen Chor und Langhaus liegende Raum wird von einer flachen Hängekuppel überspannt, der nur leicht eingezogene Chor mit Fünfachtelschluss weist nach dem Abschlagen der gotischen Gewölberippen ein Tonnengewölbe mit Stichkappen auf. Die Ecken des Langhauses sind im Osten abgerundet. Die Wände werden von verkröpften Pilastern mit Stuckkapitellen und weit ausladenden, profilierten Gebälkstücken gegliedert. Das Langhaus wird durch große Bassgeigenfenster beleuchtet, die im Zuge des barocken Umbaus durchgebrochen wurden. Im Chor sind hohe Spitzbogenfenster eingeschnitten, deren Maßwerk allerdings nicht mehr erhalten ist.
Den westlichen Abschluss des Langhauses bildet eine tiefe Empore mit gerader Brüstung, auf der die Orgel und ein Oratorium eingebaut sind. Die Empore liegt über der ehemaligen Vorhalle.

## Deckenmalerei und Stuckdekor

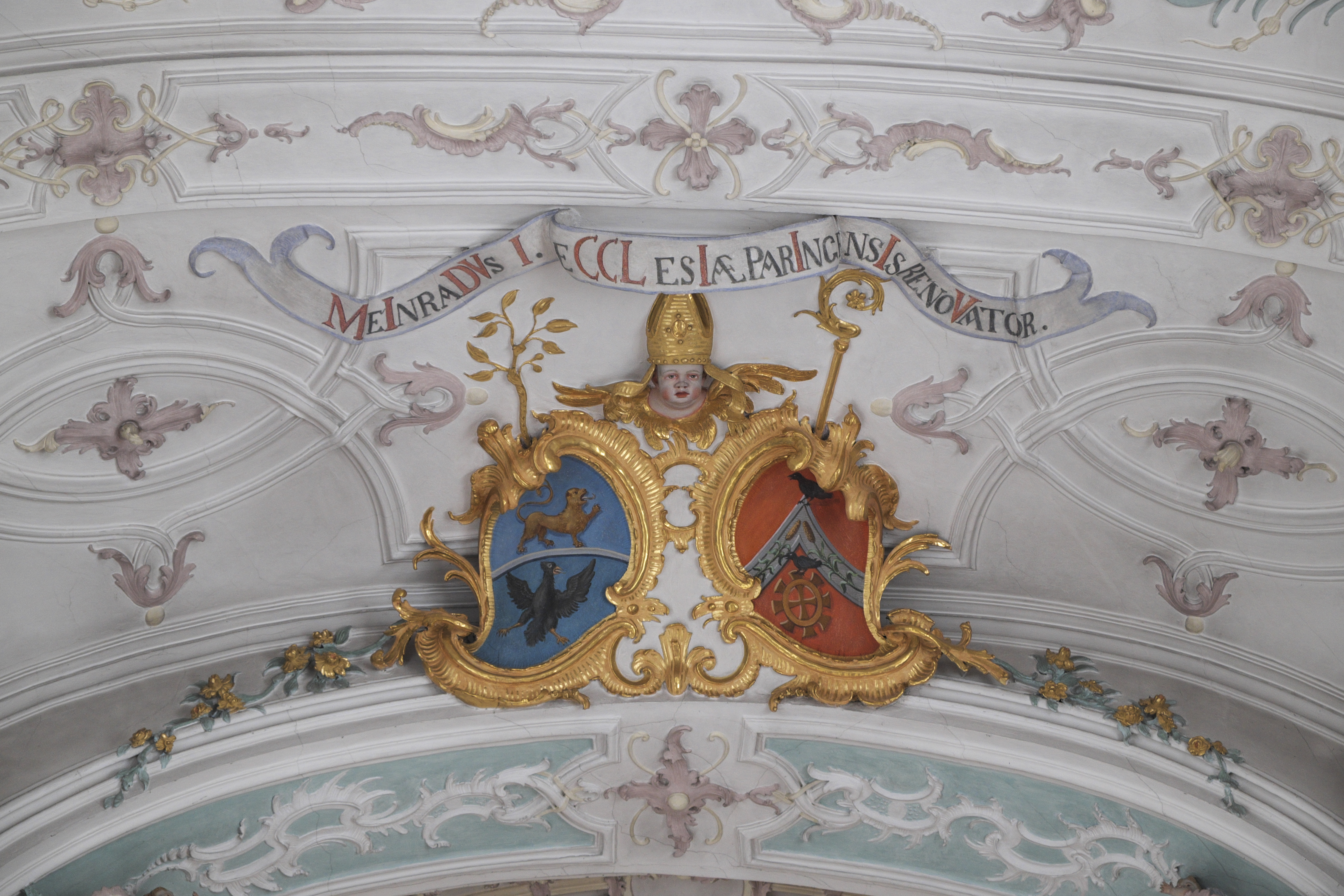
Wappenkartuschen am Chorbogen

Das große Deckengemälde im Langhaus ist mit „J.F. 1765“ (vermutlich für Joseph Fürstenpreu) bezeichnet. Es ist dem Kirchenpatron, dem Erzengel Michael, gewidmet, der die abtrünnigen Engel in die Tiefe stürzt. Das Gemälde der Kuppel stellt das Symbol der Dreifaltigkeit, umgeben von Engelschören, dar.
Die Deckenmalereien sind in Stuckrahmen eingebunden und werden von Rocaillen mit Gitterfeldern, von Blattranken und Engelsköpfen umgeben. Die Gebälkstücke sind mit Stuckvasen besetzt, die die vier Jahreszeiten und die vier Elemente symbolisieren sollen. Über den Pilasterkapitellen in der Vierung sind die Evangelistensymbole plastisch ausgebildet. Die Apostelleuchter werden von Stuckkartuschen gerahmt und sind mit Puttenköpfen und den Attributen der Apostel versehen.
Am Chorbogen sind die Wappenkartuschen des Abtes Meinrad Moosmüller und des Klosters Andechs, zu dem die Propstei von 1598 bis 1803 gehörte, angebracht. Aus den vergoldeten Buchstaben MIDVICCLIIIV der Inschrift über den Wappen „MEINRADVS I. ECCLESIAE PARINGENSIS RENOVATOR.“ (Meinrad I. der Erneuerer der Kirche von Paring) ergibt sich ein Chronogramm mit der Jahreszahl 1765. 

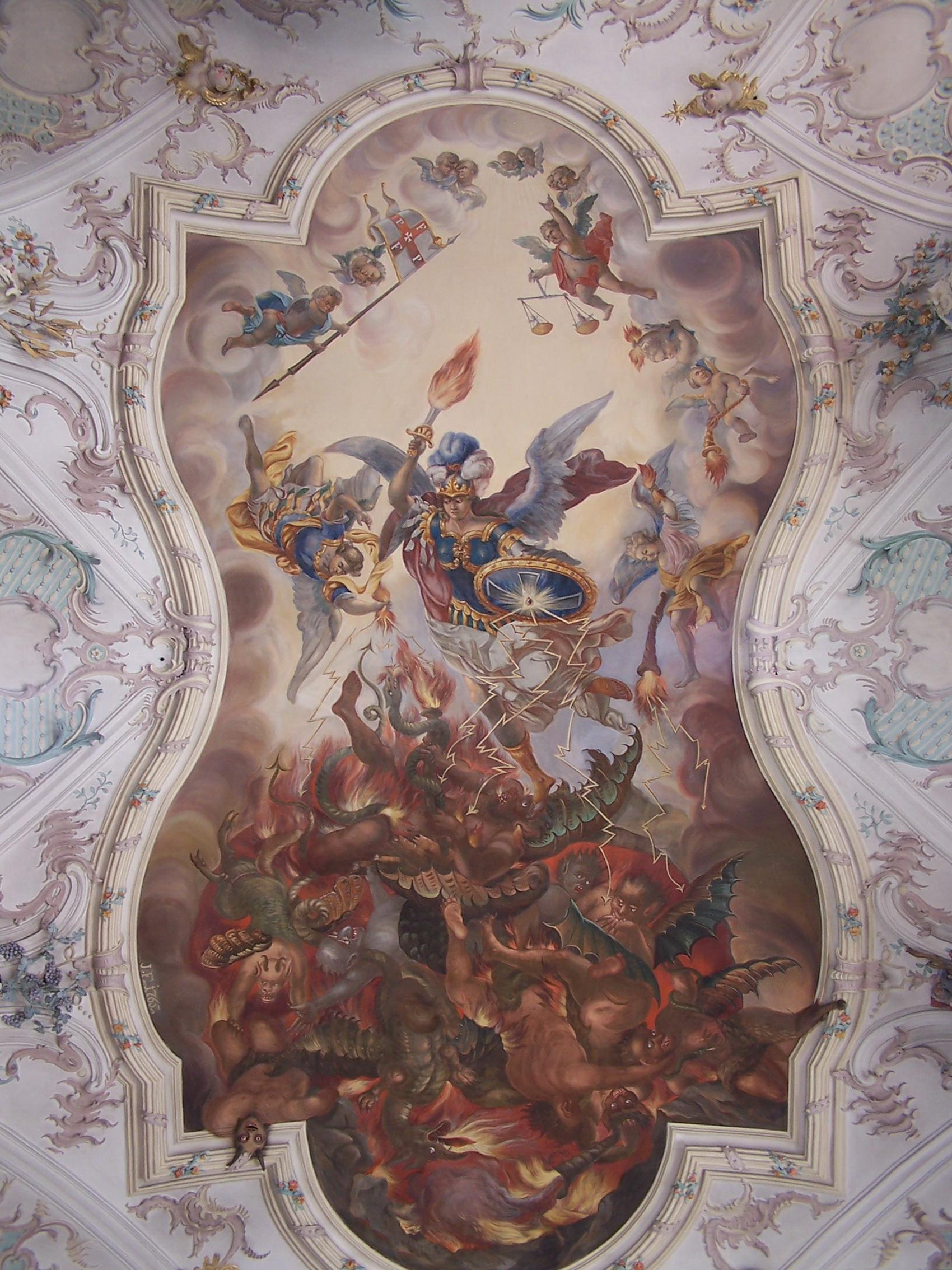
Deckenbild im Langhaus
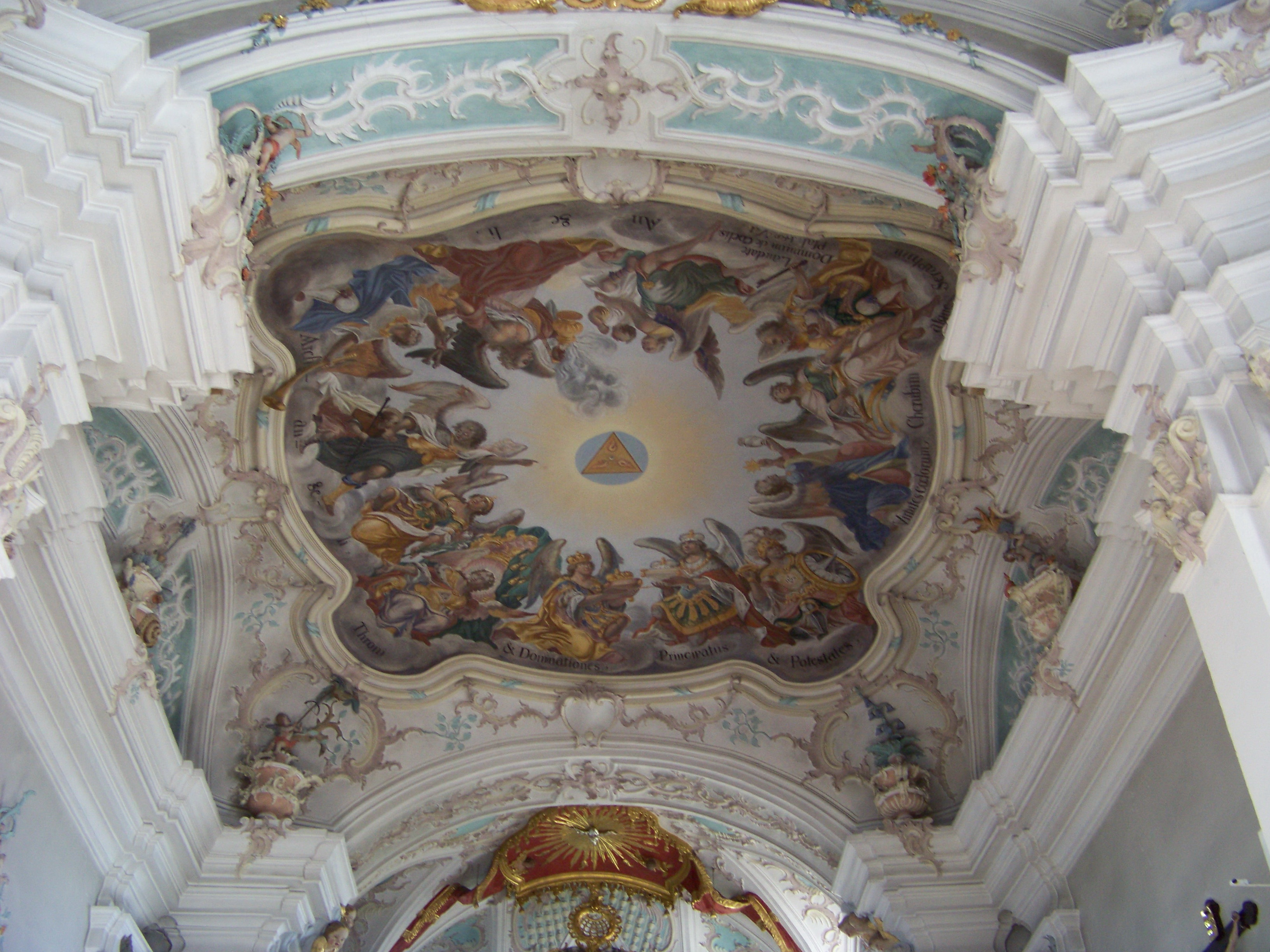
Kuppelbild
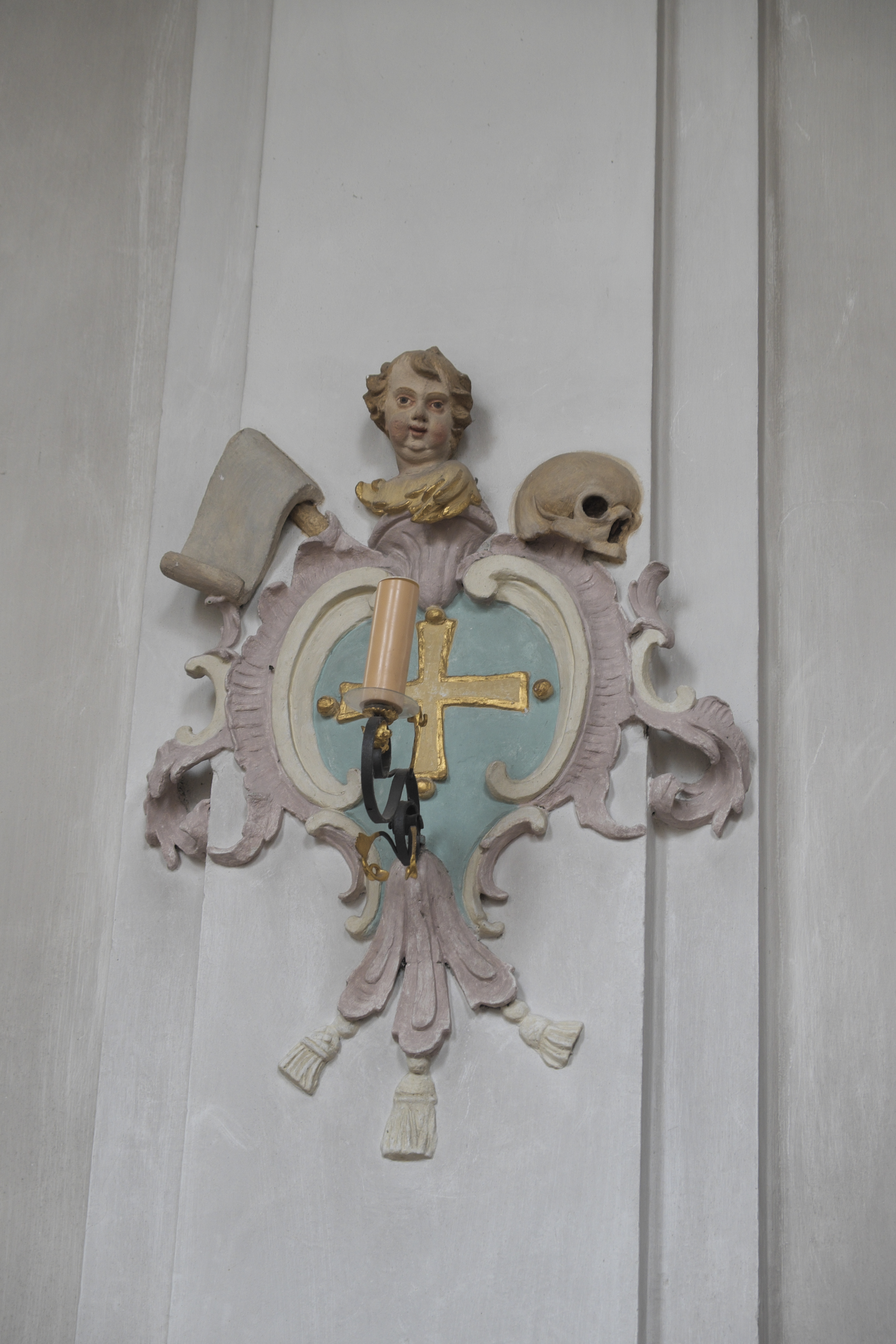
Apostelleuchter

## Ausstattung

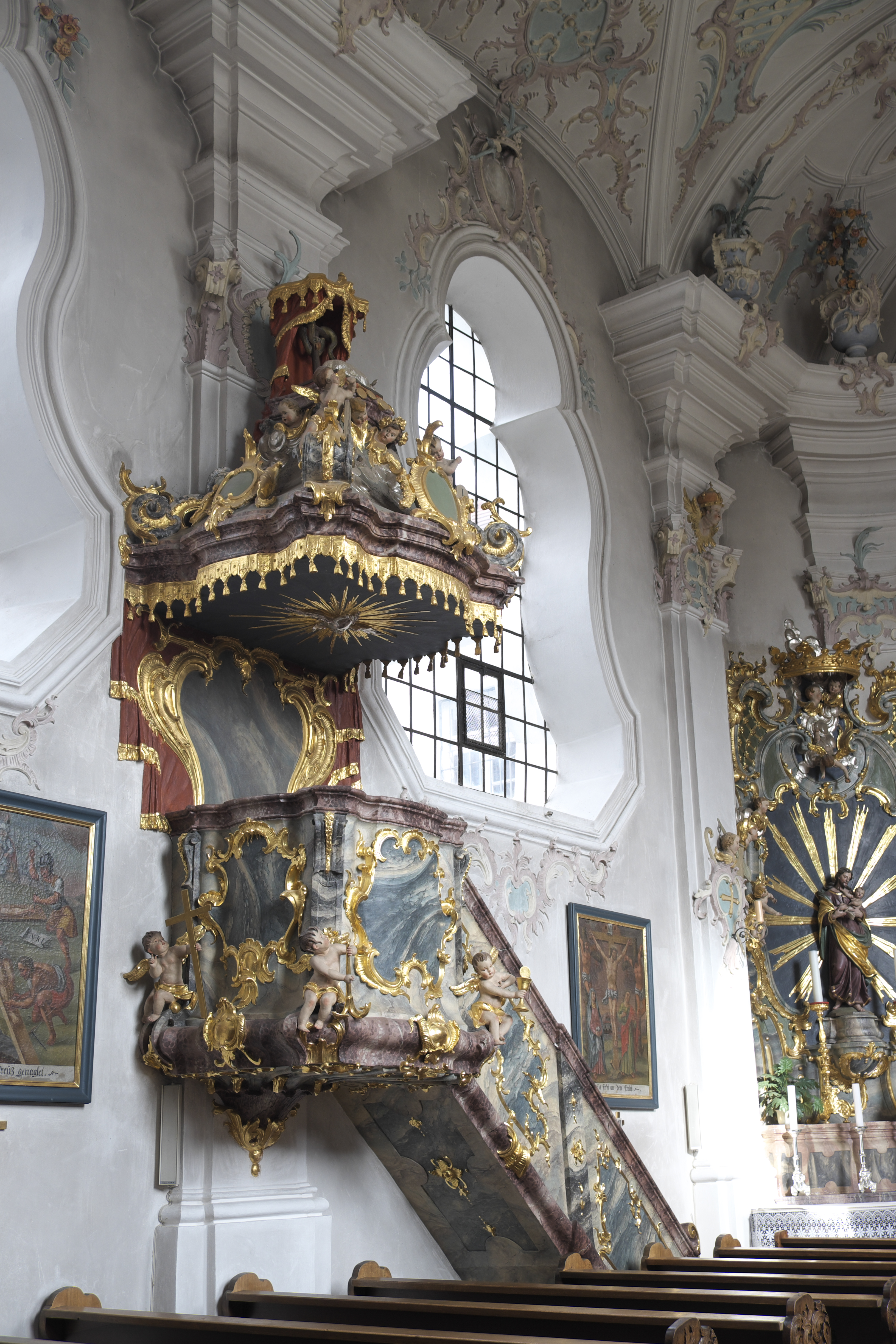
Kanzel

- Der Hochaltar wurde unter Einbeziehung älterer Figuren eines Vorgängeraltars im Stil des Rokoko geschaffen. Die frühbarocke Schnitzfigur des Erzengels Michael als Seelenwäger wurde wie die Büste Gottvaters im Auszug 1606 von dem in Weilheim tätigen Hans Degler ausgeführt. Die Figuren des heiligen Augustinus und seiner Mutter, der heiligen Monika, über den seitlichen Durchgängen sind moderne Ergänzungen von 1974/75.
- Die Seitenaltäre sind in die abgerundeten Ecken des Langhauses integriert. Die farbig gefasste Steinfigur der Madonna mit Kind am südlichen Seitenaltar wird in das Ende des 14. Jahrhunderts datiert, der Kopf des Jesuskindes wurde im 19. Jahrhundert erneuert.
- Die Kanzel ist eine Stuckarbeit und stammt ebenfalls aus der Zeit des Rokoko. Am Kanzelkorb sitzen drei Engelsputten, die ein Kreuz (Glaube), einen Anker (Hoffnung) und einen Kelch mit Hostie (Glaube), den Symbolen der Theologischen Tugenden Glaube und Hoffnung in Händen halten. Der Schalldeckel wird bekrönt von der Ehernen Schlange und dem Lamm Gottes auf dem Buch mit sieben Siegeln, das auf den Schultern von Engelsputten liegt.
- Die Kreuzwegbilder wurden um 1765/70 ausgeführt.

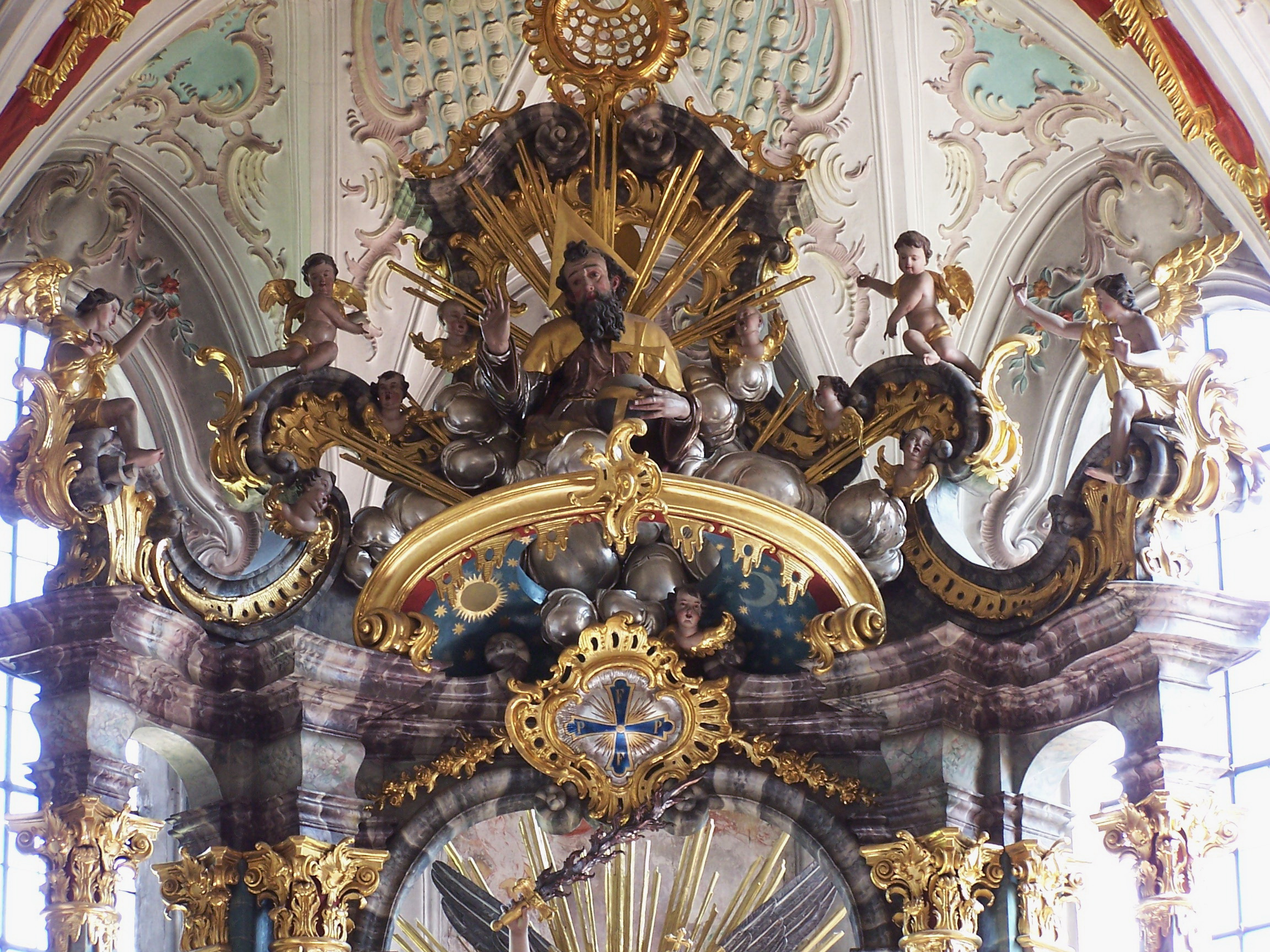
Gottvater im Altarauszug des Hochaltars
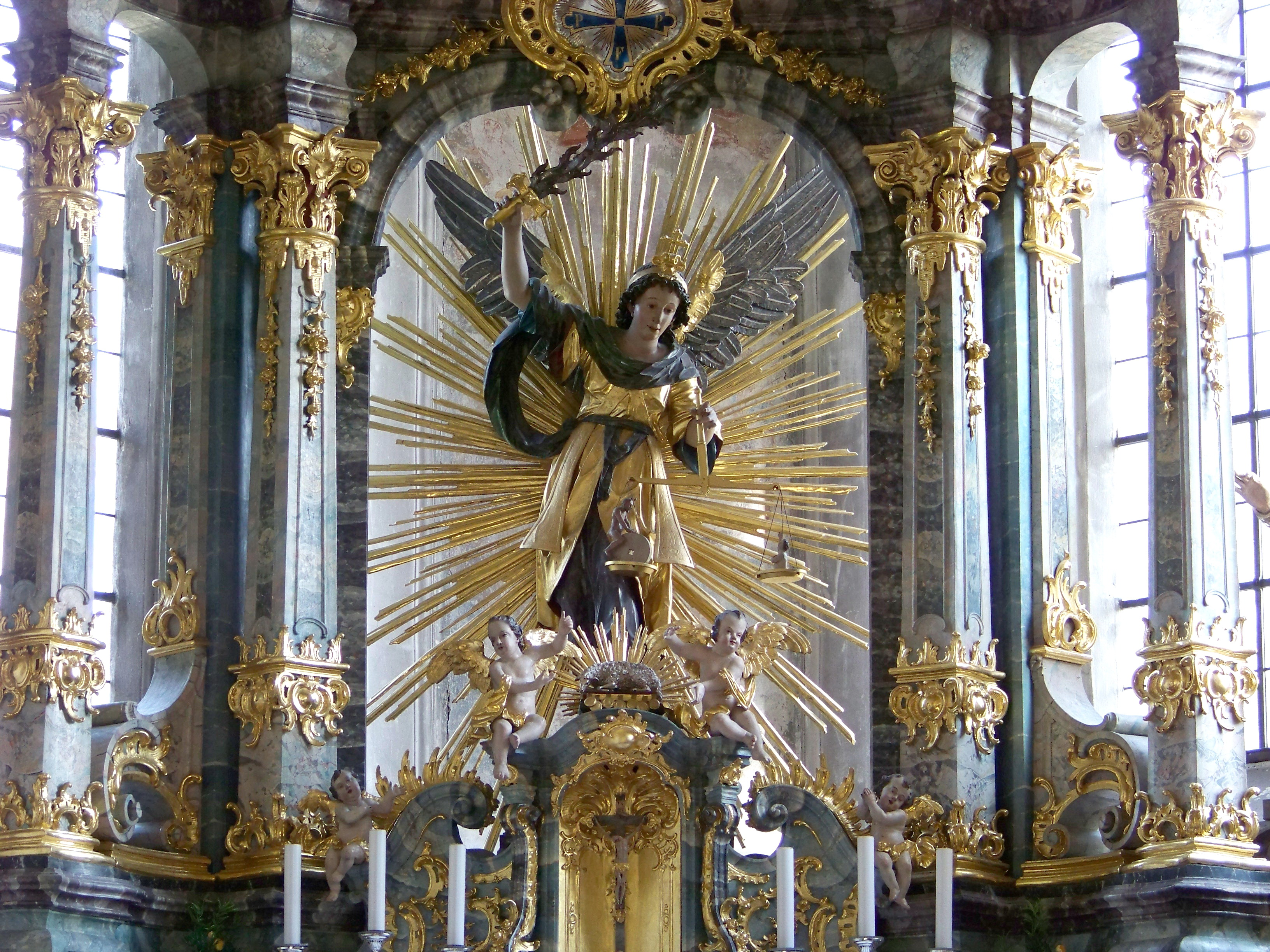
Erzengel Michael als Seelenwäger am Hochaltar